# Layla El
Layla El, née le 25 juin 1977 à Londres, est une danseuse, mannequin et ancienne catcheuse britannique. Elle est connue pour son travail à la World Wrestling Entertainment sous le nom de Layla de 2006 à 2015.
Elle a remporté en mai 2010 le premier titre de sa carrière, le championnat féminin de la WWE, devenant alors la première femme de nationalité britannique à avoir remporté le titre. Elle devient la toute dernière championne reconnue quand, lors de l'édition 2010 de Night of Champions, la co-championne officieuse Michelle McCool unifie le titre au championnat des Divas pour devenir la première Championne Unifiée des Divas, Layla devenant à son tour co-championne officieuse pour ce titre. Après la fin du règne, elle s'éloigne des rings pendant près d'un an pour se remettre d'une blessure aux genoux. Elle fait son retour en 2012 à Extreme Rules, et, le même soir, remporte le Championnat des Divas face à Nikki Bella.

## Jeunesse
Avant de rejoindre la WWE en 2006, Layla El a été danseuse pour le Carnival Cruise Lines et pour la franchise de NBA du Heat de Miami.

## Carrière

### World Wrestling Entertainement (2006-2015)

#### Divas Search et diverses apparitions (2006)
Elle débute à la WWE en remportant le Divas Search 2006, une émission qui est censée révéler les futures catcheuse (surnommées Divas à la WWE) le 15 août 2006. Elle fait sa première apparition télévisé à SummerSlam où elle subit un bizutage de la part des autres divas qui lui font prendre une douche toute habillée. Elle est ensuite envoyée à SmackDown.
Elle dispute son premier match le 27 octobre 2006 en perdant une bataille royale l'opposant à Ashley, Jillian Hall, Michelle McCool et Kristal Marshall remporté par cette dernière. Elle apparaît encore une fois dans un pay-per-view à Armageddon dans un concours du plus bel ensemble de lingerie dont le juge est Big Dick Johnson (un des membres de l'équipe créative) déguisé en Père Noël qui déclare toutes les participantes (Ashley, Kristal et Jillian Hall) gagnantes de ce concours.

#### ECW et alliance avec William Regal (2007-2009)

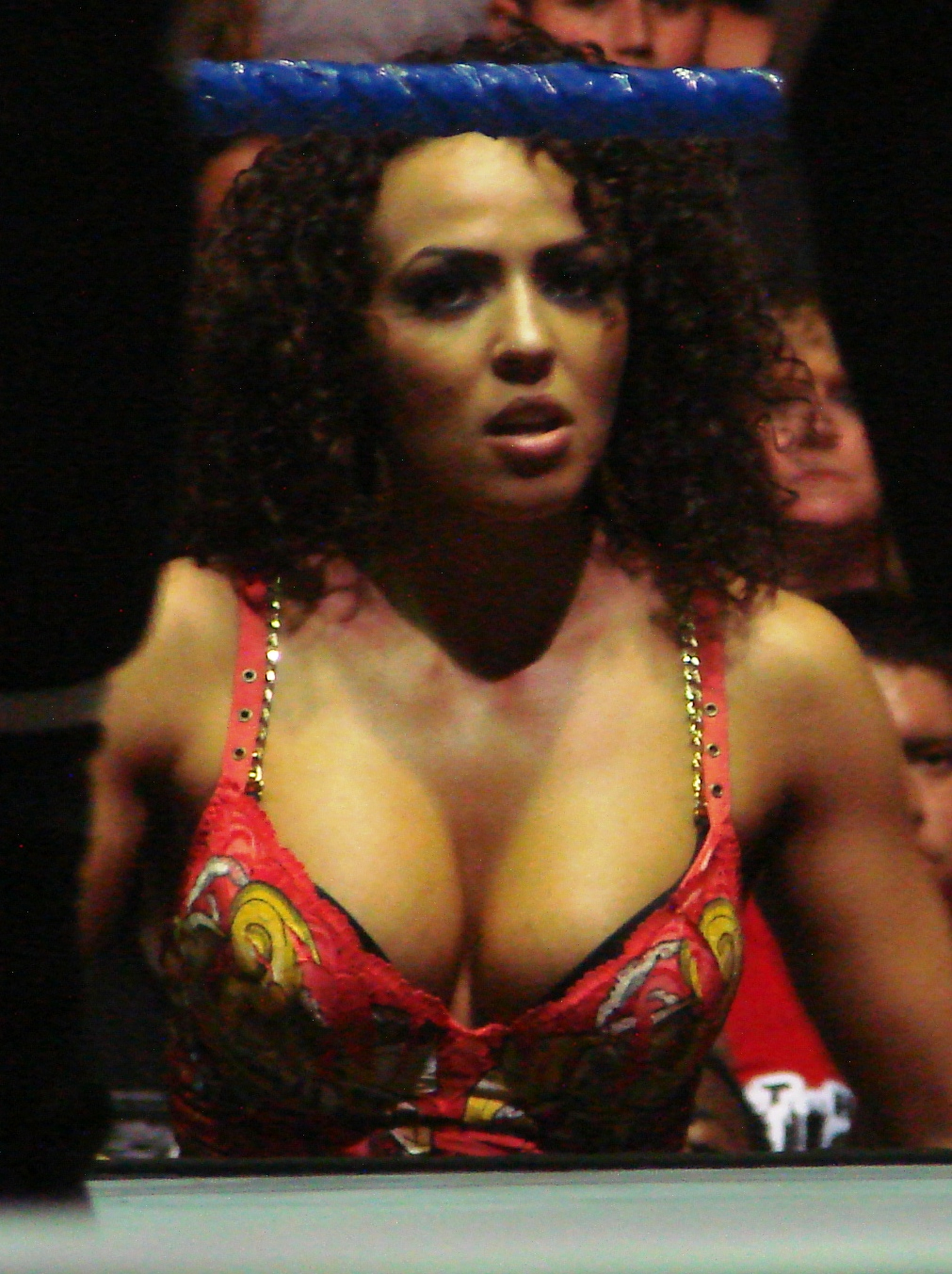
Layla en 2007.

Elle est envoyée à la ECW, une des divisions de la WWE, où elle s'allie avec Kelly Kelly et Brooke, formant ainsi Extreme Expose en 2007.
Elle participe au Memorial Day Bikini Wild Water battle, une variante de bataille royale où les divas viennent en bikini et avec des objets de plage et des pistolets à eau, le 28 mai 2007, contre Kristal Marshall, Kelly Kelly, Maria, Victoria, Jillian Hall, Melina, Candice Michelle, McCool et Mickie James. Elle est éliminée de cette bataille par Candice (bataille remportée finalement par McCool). À SummerSlam, elle participe à une autre bataille royale, pour déterminer la challenger au titre de la Championne Candice Michelle, contre Krystal Marshall, Kelly Kelly, Melina, McCool, Beth Phoenix, Maria et Torrie Wilson ; Beth Phoenix remporte cependant cette bataille royale.
Le 28 octobre à Cyber Sunday elle participe à un concours de déguisement d'Halloween remporté par Mickie James. Le lendemain à Raw, elle participe au Kandy Halloween Party, une bataille royale de catcheuses déguisées pour fêter Halloween, habillée en policière. Elle se fait éliminer par Kelly Kelly, sans le vouloir car celle-ci s'est fait pousser par Mickie James.
Elle commence alors une rivalité face à Kelly Kelly où elle bat cette dernière à la ECW le 6 novembre. Aux Survivor Series, elle fait équipe avec Melina, Jillian Hall, Victoria et la capitaine Beth Phoenix contre Torrie Wilson, Michelle McCool, Kelly Kelly, Maria et Mickie James. Son équipe perd après que James a fait un tombé sur Melina.
Par la suite, elle est draftée à Raw , où elle manage le vainqueur du tournoi King of the Ring 2008 William Regal qui la présente comme sa « nouvelle dame ». Elle l'aide même à gagner le championnat intercontinental contre Santino Marella[réf. nécessaire].

#### LayCool et Womens Champion (2009-2011)

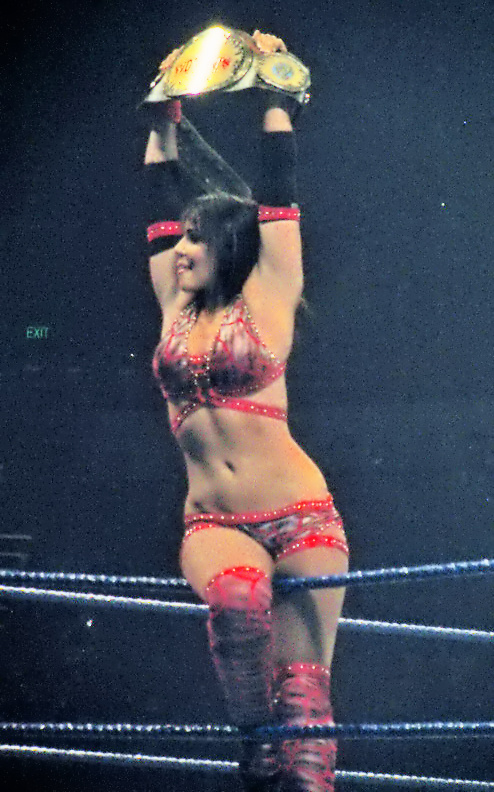
Layla, dernière Championne féminine de la WWE.

En juin 2009, elle s'allie à la championne féminine de la WWE Michelle McCool avec qui elle forme l'équipe LayCool, elles entament ensemble une rivalité avec Mickie James.
Le 31 janvier 2010 au Royal Rumble, avant le match de McCool et Mickie James, Layla apparaît déguisée en cochon, poussant la rivalité avec Mickie James à son paroxysme. Mickie s'empare ensuite du titre de McCool lors d'un match qui n'a duré que quelques secondes. Lors de l'Elimination Chamber, Layla et McCool battent Maryse et Gail Kim.
Lors du Smackdown du 14 mai, elle et McCool affrontent Beth Phoenix pour le Women's Championship dans un Handicap match. C'est Layla qui remporte le titre en effectuant le tombé sur Beth Phoenix, devenant la première britannique de l'histoire à avoir remporté un titre à la WWE. Dès lors, les LayCool se proclament co-championnes et chacune obtient le droit de défendre le titre.

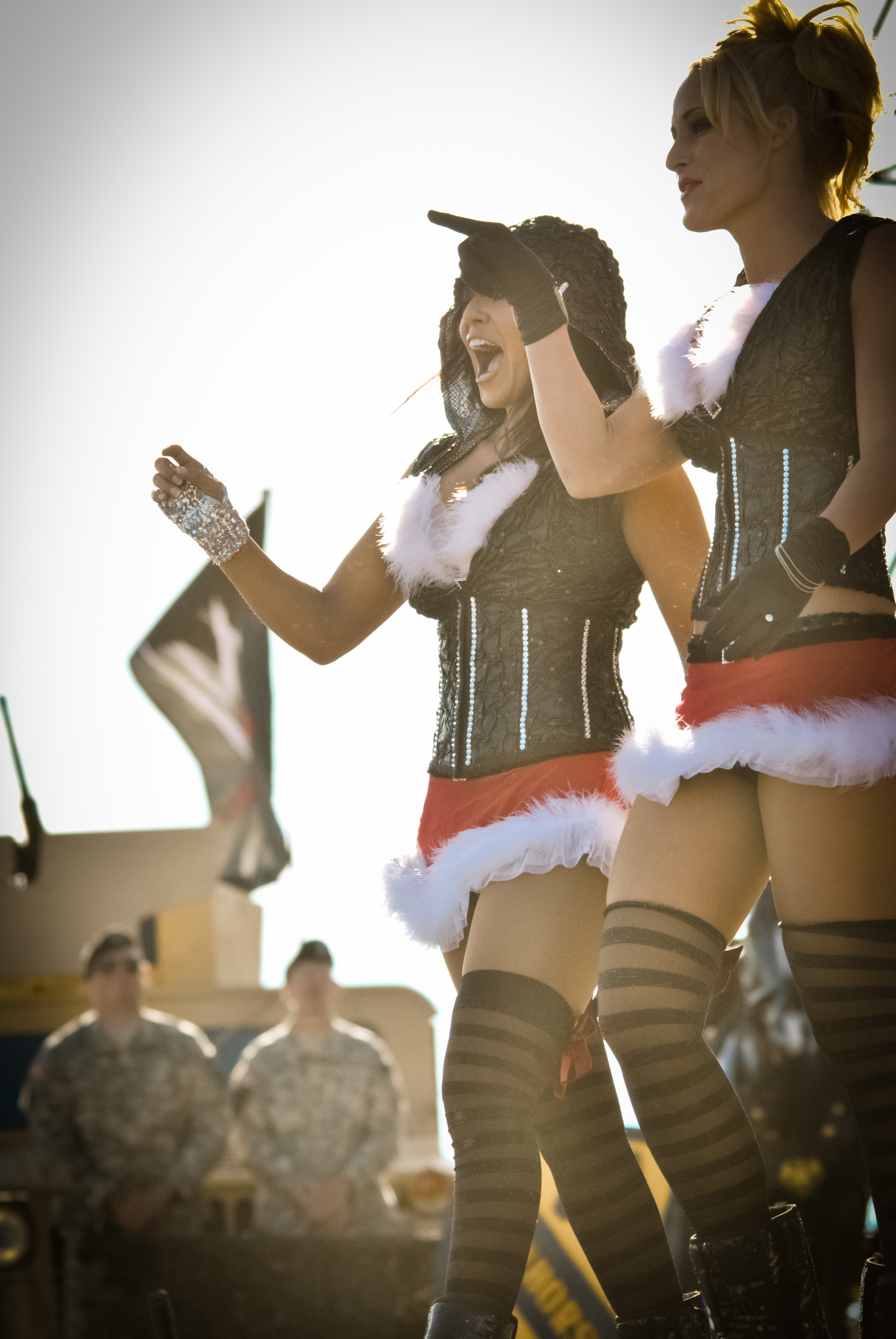
Layla (à gauche) et Michelle McCool (à droite) à Tribute to the Troops.

À Money in the Bank, Layla conserve son titre face à Kelly Kelly. Lors de Night of Champions, Michel McCool défend le Women's Championship contre Melina qui perd de ce fait le Divas Championship ; les titres féminins sont dès lors unifiés et McCool devient la première championne des Divas incontestée de l'histoire. McCool conserve par la suite le titre des divas contre Natalya, à Hell in a Cell en perdant par disqualification, puis Layla, à Bragging Rights, gagne contre la même adversaire, sauvée par les interventions de McCool.
Lors des Survivor Series, elles perdent un 2-on-1 Handicap Match, toujours face à Natalya, ne conservant pas le titre des Divas. Lors de TLC, elles perdent contre Natalya et Beth Phoenix dans le premier Tables Match impliquant des Divas.
Le 3 avril 2011 à Wrestlemania XXVII, Layla, McCool et Dolph Ziggler perdent face à Trish Stratus, Nicole Polizzi et John Morrison.
Le 15 avril à SmackDown, elle perd son match contre Kelly Kelly et après le match, McCool la pousse violemment. La séparation des LayCool se confirme le 22 avril lors de leur thérapie de couple où Michelle McCool attaque Layla. Elle s'affrontent à Extreme Rules dans un match où la perdante quitte la WWE. C'est Layla qui gagne le match, provoquant donc le départ de McCool.
Lors d'Extreme Rules, Layla s'est fracturé le genou pendant son match contre McCool. Cette nouvelle est officialisée au moment où elle l'annonce lors du SmackDown du 13 mai. Elle a annoncé à la WWE qu'elle ne sera pas de retour avant au moins six mois. Le 8 août, la WWE annonce que Layla a repris pour la première fois l'entraînement depuis sa blessure.

#### Divas Champion et Diverses rivalités (2012-2014)
Layla fait son retour sur les rings de la Florida Championship Wrestling le 22 mars 2012 dans un match par équipe avec Audrey Marie où elles battent Raquel Diaz et Paige.
Elle fait son retour officiel à la WWE après presque un an d'absence, lors d'Extreme Rules en remplaçant Beth Phoenix dans le match de championnat des Divas où elle bat Nikki Bella et remporte le titre pour la première fois en effectuant son LayOut Neckbreaker sur Brie Bella.
À Over the Limit, elle conserve son titre contre Beth Phoenix. Lors de No Way Out, elle conserve son titre face à la même adversaire. Lors de Money in the Bank, elle, Kaitlyn et Tamina Snuka battent Eve Torres, Beth Phoenix et Natalya.
Lors de Night of Champions, elle perd contre Eve Torres, ne conservant pas son titre. Lors de Hell in a Cell, elle ne récupère pas le titre des Divas, battue par Eve dans un Triple Threat Match qui incluait également Kaitlyn.
Le 2 août 2013 à SmackDown, Layla accompagne Kaitlyn pour son match de championnat contre AJ Lee. À la fin du match, Layla effectue un Heel-Turn en se retournant contre Kaitlyn et en lui causant sa défaite. Elle cesse d'apparaître à partir du 16 septembre à la suite de problèmes de santé.[réf. nécessaire]

#### Alliance avec Fandango (2014)

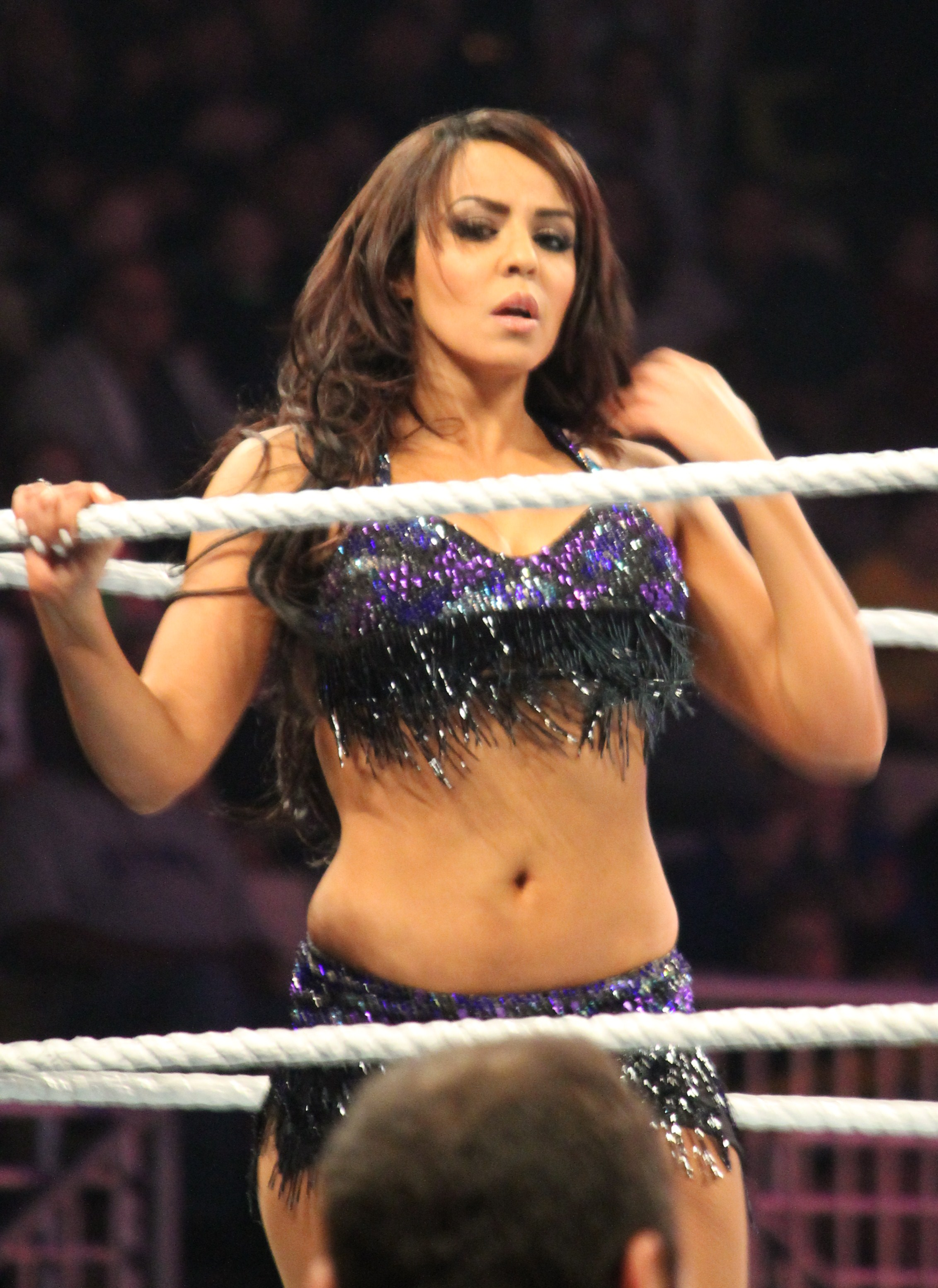
Layla en 2014

Elle fait son retour lors d'un house show le 14 mars 2014.
Lors de WrestleMania XXX, elle perd le Vickie Guerrero Divas Championship Invitational match au profit d'AJ Lee, qui conserve son titre[réf. nécessaire].
À SmackDown le 11 avril, elle accompagne Fandango lors de son combat face à Santino Marella. Elle remplace de ce fait Summer Rae, qui était la partenaire de Fandango.
Elle entame ensuite une rivalité avec Summer Rae, l'ancienne danseuse de Fandango, qui était jalouse de Layla et qui semblait amoureuse de Fandango. Lors de Money in the Bank, elle bat Summer Rae[réf. nécessaire].

#### The Slayers, inactivité et départ (2014-2015)
Le 11 juillet à SmackDown un combat était prévu entre Layla et Summer Rae. Cependant, avant que l'arbitre de ce combat (qui était Fandango) n'ouvre le combat, elle et Summer Rae attaquent Fandango. Après l'attaque, les deux divas dansent sur la musique de Fandango et se donnent la main en signe d'alliance. Le 18 juillet à SmackDown, elles disputent leur premier combat par équipe en perdant face à Paige et AJ Lee.
On apprend le 30 juillet que leur équipe s'appelle désormais The Slayers. Lors des Survivor Series, elle perd le match par équipe traditionnel à élimination dans l'équipe de Paige contre celle de Natalya. L'équipe se dissout naturellement au fil des semaines puisque Layla n'apparaît plus à l'écran depuis [réf. nécessaire]décembre 2014.
Elle fait son retour à la WWE le 18 avril 2015 à Main Event, où elle bat Emma. Le 12 juin à Main Event, elle perd avec Emma contre Naomi et Tamina[réf. nécessaire].
Le 30 juillet 2015, la WWE annonce qu'elle met un terme à sa carrière de catcheuse car elle est fiancée et souhaite fonder une famille.

## Palmarès
- World Wrestling Entertainment
  - 2 fois (dont un non officiel) championne des Divas
  - 1 fois championne (dernière championne)
  - Gagnante du Divas Search en 2006

## Récompenses des magazines
- Pro Wrestling Illustrated

| Année | 2008 | 2009        | 2010 | 2011 | 2012 | 2013 |
| ----- | ---- | ----------- | ---- | ---- | ---- | ---- |
| Rang  | 39   | Non classée | 36   | 13   | 6    | 18   |

## Vie privée
Elle est en couple depuis 2014 avec l'ancien catcheur Ricky Ortiz. L'année suivante, le couple se marie.